# 263844 Johnfarrell
263844 Johnfarrell è un asteroide della fascia principale. Scoperto nel 2009, presenta un'orbita caratterizzata da un semiasse maggiore pari a 2,7472415 UA e da un'eccentricità di 0,1157161, inclinata di 8,80961° rispetto all'eclittica.
L'asteroide è dedicato all'astronomo amatoriale statunitense John A. Farrell.